# Spermacoce neoterminalis
Spermacoce neoterminalis är en måreväxtart som beskrevs av Rafaël Herman Anna Govaerts. Spermacoce neoterminalis ingår i släktet Spermacoce och familjen måreväxter.
Artens utbredningsområde är Florida. Inga underarter finns listade i Catalogue of Life.